# Thomas Erskine, Lord Erskine

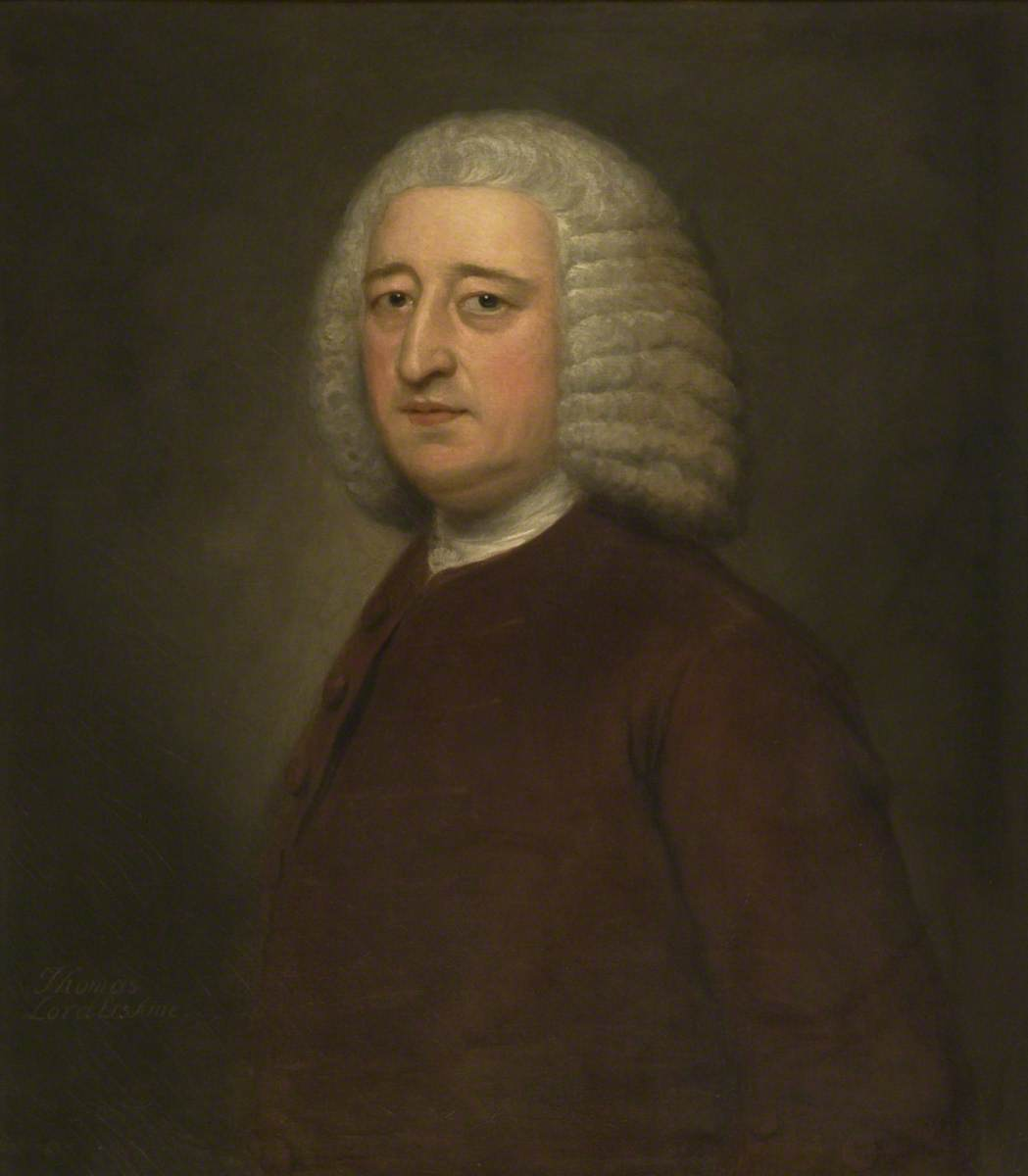
Thomas Erskine of Alloa

Thomas Erskine, Lord Erskine (* 1705; † 16. März 1766 in Gayfield House, Broughton), war ein britischer Adliger und Politiker.

## Leben
Er war der älteste Sohn des John Erskine, 23. Earl of Mar (1675–1732) aus dessen erster Ehe mit Lady Margaret Hay, Tochter des Thomas Hay, 7. Earl of Kinnoull.
Er wurde in der Westminster School erzogen und führte zunächst als Heir Apparent seines Vaters den Höflichkeitstitel Lord Erskine. Da sein Vater sich am Jakobitenaufstand von 1715 beteiligte, daraufhin 1716 wegen Hochverrats durch Bill of Attainder geächtet wurde und dessen Adelstitel damit verwirkt waren, konnte Thomas diesem aber nicht als Earl nachfolgen. Um 1739 konnte er zumindest einen Teil der Ländereien seines Vaters, insbesondere den Familiensitz in Alloa Tower und Ländereien in Aberdeenshire, zurückerlangen.
1729 hatte er das Amt des Commissary of Stores in Gibraltar inne. Auf Seiten der Whigs war er 1728 bis 1734 für Stirling und 1747 bis 1754 für Clackmannan Abgeordneter im House of Commons.
1736 wurde er in eine Freimaurerloge aufgenommen und wurde 1749 zum Freimaurer-Großmeister von Schottland gewählt.
Am 1. Oktober 1741 heiratete er Lady Charlotte Hope (1720–1788), Tochter des Charles Hope, 1. Earl of Hopetoun. Die Ehe blieb kinderlos.
1765 kaufte er die Villa Gayfield House in Broughton, das heute zu Edinburgh gehört. Dort starb er 1766.